# Warum begeht Helen Koch schweren Kraftwagendiebstahl?
Warum begeht Helen Koch schweren Kraftwagendiebstahl? ist ein deutscher Kurzfilm unter der Regie von Moritz Geiser aus dem Jahr 2022. Seine Uraufführung feierte der Film am 21. Januar 2022 auf dem Filmfestival Max Ophüls Preis 2022 in Saarbrücken.

## Handlung
Eines Nachmittags, als sie im leeren Klassenzimmer korrigiert, wird die Mathematiklehrerin Helen Koch von ihrer Schulleiterin zu einem Gespräch mit ihrer etwa siebzehnjährigen Schülerin Mia und deren Vater gerufen. Als sie ihm die Hand geben will, dreht er sich weg, Mia blickt zu Boden. Mia hat Frau Koch beschuldigt, sie nach dem Unterricht auf frauenfeindliche, sexistische Art und Weise beschimpft zu haben, was die Lehrerin energisch bestreitet. Auf Nachfragen der Rektorin gibt Mia zu, während der Stunde „einen blöden Witz“ gemacht zu haben, ihr Vater hält das für irrelevant, gibt allerdings zu, dass Mia keine einfache Schülerin sei. Die Rektorin erinnert daran, dass Mia bereits in zwei ähnlichen Fällen fälschlicherweise Vorwürfe gegen Lehrerinnen erhoben, also gelogen habe. Herr Kovac will Mia verteidigen, erleidet aber einen Asthmaanfall und sucht unter dem Tisch in seiner Tasche nach einem Spray. Während die Schulleiterin das Fenster öffnet, formuliert Frau Koch lautlos in Richtung Mia: „Fuck you, Bitch.“ Mias anschließende Anklage der Lehrerin, in unflätiger Sprache geäußert, trifft auf deren distanzierte Gegenwehr und läuft bei der Schulleiterin ins Leere. Das Mädchen verlässt wütend den Raum.
Als die Lehrerin sich abends zu Hause, wie sehr oft in ihrer Freizeit, von Musik untermalte Videos von industriellen Fertigungsprozessen ansieht, läutet ein etwa achtjähriger Nachbarsjunge, der sich als Vampir verkleidet hat und mit Süßes oder es gibt Saures! droht, obwohl gar nicht Halloween ist. Die Lehrerin ist verwirrt, gibt ihm aber etwas selbst Gebackenes.
Als Frau Koch nach Einbruch der Dunkelheit aus einem Einkaufszentrum kommt, in dem sie sich auch Entspannung in einem Massagesessel gegönnt hat, greift Mia sie auf dem Parkplatz wortlos an, wirft sie zu Boden und schlägt sie. Mia hat offensichtlich Kenntnisse in Kung Fu, Frau Koch wehrt sich sehr heftig, sodass es keine Siegerin gibt. Der Konflikt ist damit von einer verbalen auf eine physische Ebene übergegangen.
Am nächsten Abend begibt die Lehrerin sich erneut auf den Parkplatz des Einkaufszentrums, wo sie auf Mia trifft und es sofort zu einer zweiten Schlägerei kommt, an deren Ende beide auf einer Bank nebeneinander sitzen. Friedlich gehen sie dann nebeneinander, bis Frau Koch einem Passanten mit den Worten Handyzeit vorbei jetzt! das Mobiltelefon entwendet, ihn niederschlägt und sich schnell mit Mia entfernt. Beide hören Musik und schenken das Gerät später einer Obdachlosen, für die wie für den Vampirjungen jeder Tag Halloween ist. Mia wirft ein Kind von seinem Fahrrad, steigt auf und fährt damit eine Weile vor Frau Koch her. Am Ende zerrt diese einen Autofahrer aus seinem Fahrzeug und braust gemeinsam mit Mia in dem gestohlenen Auto davon.
Wo es anfangs nach großer Verschiedenheit und Gegnerschaft aussah, wurden durch den Wechsel auf die physische Ebene von Frau Koch und Mia intuitiv Gemeinsamkeiten erkannt, vor deren Hintergrund sich die Frage aus dem Titel beantworten lässt: Beide Figuren sind mit ihrer Rolle im System unzufrieden und begehren heftig und grenzverletzend dagegen auf.

### Produktion
Regie führte Moritz Geiser, von dem auch Drehbuch und Schnitt stammen. Die Kameraführung lag in den Händen von Hannes Schulze. Der Film wurde ausschließlich mit Handkamera gedreht.
Produziert wurde der Film von Moritz Geiser und Milena Michalek.

## Veröffentlichung
Seine Uraufführung feierte der Film am 21. Januar 2022 auf dem Filmfestival Max Ophüls Preis 2022 in Saarbrücken.
Im Rahmen des Programmes SHORT EXPORT 2022 (eine Kooperation von AG Kurzfilm, German Films, Goethe-Institut Lyon, Kurzfilm Agentur Hamburg and Clermont-Ferrand ISFF) bereiste der Film gemeinsam mit weiteren deutschen Kurzfilmen die Welt. Die sechs aktuellen Filme wurden aus über 400 deutschen Einreichungen beim Internationalen Kurzfilmfestival Clermont-Ferrand ausgewählt.

## Rezeption
Auf dem Interfilm Festival Berlin, wurde der Film mit einer Special Mention geehrt. Die Jury begründete dies folgendermaßen: „By navigating between genres and summoning numerous cinematic and videogame references, Warum begeht Helen Koch schweren Kraftwagendiebstahl? cleverly plays with the audience by amusing and surprising them throughout the film.“
Auch auf dem Festival filmzeit wird Warum begeht Helen Koch schweren Kraftwagendiebstahl? lobend erwähnt: Ein überraschender Film in Plotpoints mit starken Frauencharakteren, die untypisch zueinander finden (fast ein Prequel zu Thelma & Louise). Der Film zeigt Abgründe auf und gipfelt in einem Befreiungsschlag.
Die Jury der Shortynale begründet ihre Auszeichnung so: „Dieser im Erzählansatz erfrischend und moderne Film begrüßt Elemente der Popkultur und regt dazu an, das Medium Kurzfilm spielerisch neu zu entdecken“.

## Auszeichnungen und Nominierungen
- Shorts Offenburg
- 23. Landshuter Internationales Kurzfilmfestival (Special Mention of the Jury)[7]
- 52. Sehsüchte Int. Studentfilmfestival[8]
- Interfilm Festival Berlin (Special Mention)[9]
- Nancy International Filmfestival
- Izmir International Short Film Festival
- Macau International Short Filmfestival[10]
- Leeds International Filmfestival[11]
- Festival International du Film de Nancy[12]
- Poitiers International Filmfestival[13]
- filmzeit - das Autorenfilmfestival (Special Mention)[14]
- Wendland Shorts[15]
- Max Ophüls Preis: Bester Kurzfilm (Dotierung: 5000 EURO) (nominiert)[2]
- Max Ophüls Preis: Publikumspreis Bester Kurzfilm (Dotierung: 5000 Euro) (nominiert)[2]
- achtung berlin - new berlin film award: Bester Kurzfilm (nominiert)[16]
- Tel Aviv International Student Film Festival: Bester internationaler Kurzfilm (nominiert)[17]
- Alpinale International Film Festival 2022: Bester Kurzfilm (nominiert)[18]
- Shortynale Filmfestival 2022: Award für den besten Kurzfilm im Wettbewerb Klosterneuburg[19][20]